# Вусопад

Гасло акції: «Змінімо обличчя чоловічого здоров'я».

Вусопа́д або Мове́мбер (Movember, від англ. moustache (сленґ. австр. mo) — вуса та november — листопад) є щорічною подією, яка триває увесь листопад, протягом якої чоловіки відрощують вуса з метою підвищення обізнаності людей щодо проблем зі здоров'ям у чоловіків, таких як рак простати й інших ракових хвороб та збирання відповідних пожертв. Вусопадовий фонд (The Movember Foundation) проводить доброчинну акцію, приурочену до «вусатого місяця» на своїй сторінці Movember.com. Ціль Вусопаду полягає у «зміні обличчя чоловічого здоров'я».
Заохочуючи чоловіків, Movember має на меті збільшити кількість виявлень раку ранньої стадії, забезпечити діагностування, ефективне лікування та знизити число смертей, яких можна уникнути. Творці називають своїх учасників «Братами Мо» (Mo Bros) Окрім цих щорічних акцій, Вусопадовий фонд закликає чоловіків ознайомлюватися з історіями раку в їхніх родинах та приймати здоровіший спосіб життя.
З 2004, Movember Foundation проводить листопадові доброчинні програми, звертаючи увагу на небезпеки для здоров'я чоловіків, таких як рак простати і депресія, в Австралії та Новій Зеландії. У 2007, події було започатковано в Ірландії, Канаді, Чехії, Данії, Сальвадорі, Іспанії, Великій Британії, Ізраїлі, Австралії, Тайвані та США.
Традиція осінніх вус поширилася з Австралії до Європи, Південної Африки, й Америки У 2011, найбільше пожертв зробили до Вусопаду канадці.. У 2010, Вусопад було поєднано з акцію за боротьбу з раком сім'яників Tacheback.
У 2012, The Global Journal(англ.) вніс Movember до сотні найкращих неурядових організацій.